# Hồng tước lộng lẫy
Hồng tước lộng lẫy (danh pháp khoa học: Malurus splendens) là một loài chim dạng sẻ thuộc họ Maluridae. Nó được tìm thấy ở hầu khắp các lục địa Úc từ trung tâm miền tây New South Wales và phía Tây Nam Queensland ven biển Tây Úc. Chúng chủ yếu sống ở vùng khô hạn và bán khô hạn. Loài này dị hình giới tính cao, con trống trong mùa sinh sản có lông đuôi dài, bộ lông chủ yếu có màu xanh sáng và đen. Không giống con trống, con mái và con chưa trưởng thành có màu lông chủ yếu là xám và nâu.